# Nico Vanek
Nico Vanek (Leipzig, 14 april 1981) is een Duitse verdediger die op dit moment onder contract staat bij Fortuna Sittard.
Daarvoor speelde hij in de jeugd bij 1. FC Kleve.
Vanek maakte zijn debuut in het betaalde voetbal op 10 augustus 2007 tegen RBC Roosendaal.

## Carrière
| Seizoen | Club            | Wedstrijden | Doelpunten | Competitie     |
| ------- | --------------- | ----------- | ---------- | -------------- |
| 2007/08 | Fortuna Sittard | 28          | 0          | Eerste Divisie |
| 2008/09 | Fortuna Sittard | 35          | 1          | Eerste Divisie |
| 2009/10 | Fortuna Sittard | 20          | 0          | Eerste Divisie |
| Totaal  |                 | 83          | 1          |                |